# Стратегічна повітряна оборона Рейху
Стратегічна повітряна оборона Рейху (нім. Reichsverteidigung) — стратегічна повітряна кампанія збройних сил Третього Рейху з протиповітряної оборони власно Німеччини та окупованих нею країн, а також території союзників-країн Осі під час Другої світової війни. Основний тягар цієї кампанії покладався на Люфтваффе, яка мала за головну мету протистояти стратегічним бомбардуванням противника та запобігти руйнівним нападам з повітря військово-повітряних сил західних союзників, а з 1944 року і ВПС Червоної армії по військових та цивільних об'єктах. У повітряних та протиповітряних боях та битвах, що тривали майже удень і вночі, брали участь тисячі літаків, авіаційних частин та засобів ППО. Кампанія була однією з найдовших, що коли-небудь були в історії ведення повітряних війн.

## ВідбитиRAF Bomber Command(1939-1941)
Зіткнувшись із підйомом Німеччини, Королівські ВПС провели політику розширення. Розвиток важких бомбардувальників розпочався до війни, але вони не були доступні у великій кількості до 1942 року. Королівські ВПС розробили доктрину бомбардування протягом довоєнних років. Британські стратеги вважали, що через низьку точність бомбардування найкращими цілями були б основні промислові міста. Ця доктрина відповідала переконанню начальника штабу Королівських ВПС, генерала Портала Чарльза, для якого знищення німецької моралі було запорукою перемоги. Він представив свою ідею "бомбардування морального духу" (пізніше відому як "бомбардування жаху"), що завершило б стратегічне бомбардування, беручи за ціль німецьких робітників, ломаючи їх моральний дух чи вбиваючи їх, щоб "зламати" німецьку машину війни. Це переконання виникло з політики Х'ю Тренчарда, "батька" Королівських ВПС - принести війну на національну територію Німеччини. Таким чином, стратеги сподівалися заподіяти таку шкоду в Німеччині та в окупованих країнах, щоб населення піднялося проти влади.
Королівські ВПС розпочали Другу світову війну без важких бомбардувальників. Найпотужнішим бомбардувальником у її арсеналі був Vickers Wellington. Незважаючи на свій радіус дії 4000 км та вражаючу піднімальну здатність на той час, цей середній бомбардувальник, як і всі бомбардувальники, що не ескортувалися, був вразливим перед винищувальною авіацією під час денних нальотів. Інші бомбардувальники, Armstrong Whitworth Whitley Handley Page Hampden були застарілими. Battle Rapids Fairey та Bristol Blenheim не несли достатньої кількості бомб для стратегічних бомбардувальних місій.
Повітряна кампанія над Європою розпочалася 4 вересня 1939 року, через день після декларації Великобританією війни  Німеччині. Ціллю британських бомбардувальників була військово-морська база Вільгельмшавена. Адмірал Шеєр кишеньковий крейсер трохи постраждав, але були зареєстровані перші повітряні перемоги. RAF Bomber Command зазнає великих втрат під час рейдів, проведених з вересня по грудень (під час дивної війни), оскільки Королівські ВПС продовжували думати, що формації бомбардувальників можуть захищати себе без допомоги екскортів. 4 грудня рідкісний успіх живив цю ідею. 24 бомбардувальники Wellington прилетіли для місії над Геліголендом. На висоті 3000 метрів вони вступили в бій проти зенітної оборони, і проти Messerschmitt BF 109 та BF 110. Німецьким винищувачам не вдалося достатньо наблизитися до бомбардувальників; хвостові кулемети Wellington збили літак, в той час як бомбардувальники не зазнали втрат. Через десять днів силу з 12 Wellington було перехоплено, п’ять було знищено. Німці втратили лише один літак, і п’ять інших були пошкоджені. Британські аналітики вважали, що зенітки відповідальні за ці втрати.
Під час битви в Геліголенді Королівські ВПС втратили 12 з 22 своїх бомбардувальників під час місії морського патрулювання, оскільки німецький радар помітив підхід бомбардувальників. Королівські ВПС повинні були припинити свої бомбардувальні операції. Bomber Command визнав свою поразку і вирішив бомбардувати вночі. Ідея про те, що бомбардувальники пройдуть, щоб не сталося, була помилковою.
Британські стратеги, обговорювали в 1939-1941 роках  стратегію бомбардувань, яка переважала б під час продовження конфлікту. Результати бомбардувань також були джерелом сварок. Деякі в Міністерстві повітря вважали, що технологія бомбардувань ще не була достатньо розроблена і що бажання точного бомбардування було нереалізованим. Для підтримки їхніх заяв вони використовували дослідження Butt, що лише 30 % бомб впали в цільову зону і лише 10 % в регіоні Руру. Ті, хто хотів продовжити точні бомбардування, звинуватили це дослідження за упередженість. Коли генерал Артур Траверс Гарріс приїхав до командування Bomber Command, він вирішив використати це дослідження для просування своєї політики зонних бомбардувань.

## Створення системи захисту

### Визнання необхідності
Люфтваффе не мало ефективної системи оборони на початку війни. Адольф Гітлер підштовхнув Німеччину до війни ще до того, як її оборона була повністю встановлена. Тому Люфтваффе було змушене імпровізувати та будувати оборону під час війни. Денні бомбардування в 1939-1940 роках були рідкістю. Відповідальність за територіальну оборону було покладено на Luftgaukommandos («регіональний повітряний штаб»). Система захисту в основному базувалася на зенітній зброї. Оборона була нескоординованою, а зв’язок – поганим. Ця відсутність координації між наземною обороною та повітряною зброєю була постійним джерелом проблем протягом усієї війни. Зокрема, для Гітлера оборона повинна була покладатися на наземну артилерію для надання «моральної підтримки» цивільному населенню, навіть якщо вона була не дуже ефективною. Якби союзники розпочали великий наступ на Рурську область, із сторони Люфтваффе вони не зустріли б сильного спротиву. Кожна Luftgaukommando отримувала цілі, але не мала системи контролю в 1939 році. Проте рейди союзників були невеликими і не використовували слабкість Німеччини.
21 вересня 1939 року начальник штабу Люфтваффе Ганс Єшоннек уточнив роль денної винищувальної авіації у обороні території. Винищувальним підрозділам було поставлено конкретні завдання, вони залежали від місцевого командування ППО. Однак інші винищувальні підрозділи були приписані до кількох Luftflottes («повітряних флотів»). Винищувачі, розгорнуті на фронті, чергували оборонні та наступальні місії, виконуючи завдання з переваги в повітрі та запобігаючи ворожій авіації завдати шкоди території Німеччини. Цей тип стратегії добре працював на фронті, але швидко стало зрозуміло, що відсутність підготовки, відсутність координації між різними ескадрильями та зенітною зброєю ускладнюють створення ефективного захистуd. Успіхи 1939-1940 рр. і слабкість наступу союзників завадили перевірити оборону.

### Планування повітряної оборони
Невдача Люфтваффе захистити Берлін від серії невеликих нальотів, здійснених Bomber Command Королівських ВПС під час битви за Британію, призвела до побудови сильної оборонної системи. Була створена мережа радарів — «Лінія Каммхубера», що пролягала від Франції до Данії. Більшість боїв Люфтваффе на Західному фронті були проти нічних нальотів Королівських ВПС. Однак його стратегія була поставлена під сумнів після провалу операції «Барбаросса». Ця стратегія «периферійної оборони» полягала в розгортанні літаків на краях окупованих територій, залишаючи центр території погано захищеним. Крім того, фронтові частини скаржилися на брак літаків і їх низьку продуктивність, і зокрема на відсутність літаків, здатних діяти за будь-якої погоди, а також на низьку швидкість набору висоти Messerschmitt Bf 109. Труднощі Люфтваффе полягали в тому, щоб розгорнути чудовий Focke-Wulf Fw 190. Генерал-фельдмаршал Ерхард Мільх допомагав Ернсту Удету у виробництві літаків і в розробці більш сучасних літаків. Однак на засіданні Промислової ради Рейху 18 вересня 1941 року вони пояснили, що нове покоління літаків не вдалося реалізувати і що застарілі літаки доведеться продовжувати виробляти для задоволення потреб.
У 1941 році Focke-Wulf Fw 190 почав частково замінювати Bf 109 як основний винищувач Люфтваффе. Fw 190 показав себе більш маневреним і краще озброєним, але його продуктивність вище 6000 метрів залишала бажати кращого. Версії Bf 109 добре воювали на великих висотах і не поступалися літакам союзників. Тому Oberkommando der Luftwaffe було вирішено продовжити виробництво обох літаків. В останні роки війни Fw 190 був оснащений важким озброєнням, що ще більше знизило його характеристики на великих висотах. Тому його використовували для знищення бомбардувальників, поки Bf 109 вступав у бій з винищувачами супроводу.
Незважаючи на ці недоліки, Королівські ВПС ще не були в змозі кинути виклик домінуючому становищу Люфтваффе. Його основний винищувач, Supermarine Spitfire, не мав радіусу дії, щоб супроводжувати бомбардувальники над Німеччиною, а Королівські ВПС не мали чотиримоторних бомбардувальників, щоб завдати серйозної шкоди німецькій промисловості. Заподіяна шкода була незначною і не співмірною з великими втратами, зазнаними над Ла-Маншем проти чисельної меншості німецьких винищувачів.

## США входять у війну

### Новий ворог
Вхід у війну Сполучених Штатів 11 грудня 1941 року був неприємним сюрпризом для Oberkommando der Luftwaffe. Протягом дванадцяти місяців великі рейди, які очікувались проти німецьких цілей не мали місця, але наприкінці 1942 року німецькі літаки були розповсюджені по всьому східному фронту, а найкращі одиниці під командуванням Luftflotte 4 були залучені до битви при Сталінграді. У Північній Африці Люфтваффе втрачало перевагу в повітрі, а Королівські ВПС збільшували нічні рейди над Німеччиною. У травні 1942 року бомбардування Кельна було першим британським успіхом. Незважаючи на це, захист німецького неба не був пріоритетом, і підрозділи залишалися на фронтах, щоб підтримати просування військ на землі. 16 травня 1942 року під час конференції Герман Герінг зробив цікаве зауваження. Дійсно, якби формуванням бомбардувальників вдалося пробити протиповітряну оборону над Ла-Маншем, "в Німеччині нічого не було, щоб протистояти цьому". Однак відсутність масових нападів з боку американців та невдача британських денних рейдів зробили так, що мало стратегів переймалися розвитком захисту.
Бомбардувальні місії над Європейським операційним театром (ETO) забезпечувалися 8-м USAAF та 15-м USAAF. Ці підрозділи були обладнані важкими бомбардувальниками Boeing B-17 Flying Fortress і Consolidated B-24 Liberator. B-24 мали швидкість, радіус дій та потужність, що перевищували В-17, але у них виникли проблеми з перебуванням у формуванні вище 6500 метрів, що зробило їх більш вразливими для винищувачів та зеніток. У 1942 році американське командування не бачило необхідності супроводів довгого радіусу дії, і оскільки Bomber Command вважала, що бомбардувальники все ще пройдуть, дослідження цього типу літаків залишалися в мертвій точці. Lockheed P-38 Lightning був розроблений як ескортер і міг підійти для бомбардувальних місій. Однак виробництво ще не досягло свого максимального рівня, і великі втрати над Середземномор'ї заважали його розгортанню на інших фронтах. Як тимчасове рішення, американці прийняли британський Spitfire ; але він не мав необхідного подовження для глибоких місій на території противника · .

### Оцінка супротивника
Німецьке командування мало поважало американську авіацію. Герінг запевнив Гітлера, що B-17 був низькоякісним літаком і що американці вміють робити лише леза для бритви. Цей брак знання фактів дивує, враховуючи важливість розвідки, яка надала докладні звіти про фактичні та потенційні характеристики американських літаків. Генерал-полковник Ганс Єшоннек був вражений цими звітами і передав їх Гітлеру та Герінгу, щоб показати небезпеку, яку становлять ВПС США. За його словами, першочерговим завданням має бути будівництво винищувачів. Але Гітлер проігнорував його, і Єшоннек написав про свій відчай генералу Фрідріху фон Беттіхеру, який брав участь у військовій місії у Вашингтоні:
«Боттічер, ми заблукали. Протягом багатьох років я, на основі ваших доповідей, висував свої ідеї Гітлеру та Герінгу, але мої запити щодо розширення Люфтваффе були проігноровані. У нас більше немає протиповітряної оборони, про яку я просив і яка потрібна... У нас майже не залишилося часу... дати собі зброю, щоб відбити цю жахливу загрозу, про яку ви повідомляли і яка наближається. Тоді нас накриють повітряним екраном, який паралізує нашу силу опору.»
Єшоннеку бракувало особистості, щоб переконати своє начальство в реальності ситуації, зрештою він був нездатний самостверджуватися перед лицем оптимізму, виявленого щодо німецької перемоги.

### Американські цілі
Американські цілі відрізнялися від цілей Королівських ВПС. Моральний дух німецьких цивільних не був пріоритетом для стратегів ВПС США. Розвідка вважала, що бомбардуванням економічних об’єктів, таких як електростанції, може досягти тих самих результатів без здійснення "бомбардувань жаху", як Королівські ВПС. За даними американських спецслужб, німецька армія та економіка вже постраждали ще в 1942 році, а деякі цілі були особливо чутливі до нападу. Так, пріоритетними були визначені місця з виробництва оливи, нафти та синтетичного каучуку. Під час битви за Атлантику також постійно були ціллю бази підводних човнів.

## Домінування Люфтваффе

### Денна війна
Вступ американських збройних сил на європейський театр дій відбувався повільно. Між оголошенням війни та першими нальотами ВПС США пройшло більше року. Невеликі формування B-17 вже діяли над Францією та Нідерландами в 1942 році, але, як і Королівські ВПС у 1939-1940 роках, вони не завдали серйозної шкоди. Їхній перший наліт на Німеччину був спрямований на Вільгельмсгафен 27 січня 1943 року. Німецька ППО складалася з Lw Bfh Mitte, що захищала Нідерланди та Німеччину, і Luftflotte 3, який захищав Бельгію та Францію. Однак ці підрозділи були розпорошені через величезну територію, яку потрібно було захищати.
Генеральний штаб Люфтваффе продовжував віддавати перевагу виробництву бомбардувальників і мало уваги приділяв новим винищувачам. 22 лютого 1943 року під час наради зі своїм штабом, включаючи Мільха та Єшоннека, Герінг відмовився визнати, що американці мають ефективний винищувач. Republic P-47 Thunderbolt, який щойно з'явився над Рейхом, вважався слабшим за німецькі винищувачі.
18 березня 1943 року Герінг поскаржився, що конструктори його обдурили. За його словами, Bf 109 наближався до кінця своєї кар'єри, а заміни все ще не було на горизонті. Мільх і Альберт Шпеєр, щойно призначений міністром озброєнь, не могли багато чого зробити, оскільки їхні зусилля були зосереджені на збільшенні виробництва існуючих літаків, щоб протистояти зростаючій загрозі союзників. Такі проекти, як Focke-Wulf Ta 152, Dornier Do 335 Pfeil і Messerschmitt Me 262, були відкладені. Тому в повітряних боях 1943 і 1944 років брали участь старі моделі, такі як Junkers Ju 88, Messerschmitt Bf 110, Bf 109 і Fw 190, які були розроблені до 1939 року.
P-47 і Spitfire 8-ї ВПС США не мали достатньої дальності, щоб супроводжувати бомбардувальники далеко вглиб території противника. Однак Jagdwaffe отримав наказ задіяти всі бомбардувальні формування, навіть з ескортомм. Bf 109 повинні були вступити в бій з ескортерами, тоді як Fw 190 мали завдання знищити бомбардувальники. P-47 був дуже добре озброєний і разом зі Spitfire були хорошим ескортом на короткій дистанції. Таким чином, наказ вступити в бойові дії за будь-яких обставин іноді був обмежений, і німці не могли атакувати формування бомбардувальників, поки був присутній ескорт. Після завершення північноафриканської кампанії в травні 1943 р. потужність 8-ї ВПС США почала швидко зростати.

### Захисники мають перевагу
Ефективність німецької винищувальної авіації досягла свого максимуму в 1943 році. Без ескортерів далекого радіусу дії бомбардувальні формування ВПС США зазнали великих втрат. Озброєння німецької авіації стало більш значним для протистояння важким бомбардувальникам. Деякі Bf 109 були оснащені 30-мм гарматами і 20-мм важкими кулеметами. Так само деякі Messerschmitt Me 410 отримали модифіковану версію ракетної установки Nebelwerfer. Ці вдосконалення мали руйнівний вплив на американські бомбардувальники. Незважаючи на наказ Oberkommando der Luftwaffe про те, що винищувачі повинні були чекати відведення ескорту через брак палива, німецькі пілоти без вагань вступали в бій з ескортом ВПС США. Однак важке озброєння знизило продуктивність літаків, і під час великої серії нальотів союзників ВПС США втратили лише 7 P-47 проти 27 німецьких літаків. У цей період Люфтваффе здобуло ряд численних перемог над американською авіацією. Бомбардування Швайнфурта та Регенсбурга 17 серпня 1943 року завдало незначної шкоди збройовим заводам, але ВПС США втратили 60 B-17 із 250 залучених, у той час як Люфтваффе втратило 40 винищувачів.
Друга спроба 14 жовтня 1943 року не мала більшого успіху. З 291 B-17, що злетіли, 59 було збито, одному довелося приземлитися в Ла-Манші, п'ять розбилися у Великій Британії, а ще дванадцять були відправлені на звалище через зазнані пошкодження; всього 77 бомбардувальників. 122 пройшли ремонт перед поверненням до бойових дій. 650 чоловік із 2900 не повернулися. Втрати німців склали лише 38 літаків.
Тактика німецьких винищувачів пояснює лише частину їхнього успіху. Перші серії B-17 не мали башт під носом літака. Тому німецькі винищувачі заохочувалися атакувати в лоб, щоб скористатися відсутністю оборонної зброї. Ця тактика була успішною до появи носових турелей на наступних серіях. Ця поразка призвела до припинення місій углиб ворожої території до Великого тижня в лютому 1944 року, коли супроводжуючі змогли захистити бомбардувальники протягом усього нальоту.
У жовтні 1943 року генерал-майор Айра С. Ікер наказав відправити всі нові P-38 і P-51 до європейського театру дій. Щоб підсилити 8-й ВПС США, 15-й ВПС США базувався в Італії після операції «Лавина» у вересні 1943 року. Це мало катастрофічний вплив на Люфтваффе, якому тепер доводилося стикатися з атаками з двох різних напрямків. Нафтові родовища Румунії тепер були в радіусі дії бомбардувальників союзників, як і Греція, Балкани, Австрія та південна Німеччина.
Масове використання одноразових баків для авіації союзників ще більше посилило тиск на Люфтваффе. У такому оснащенні P-47 могли досягти Франкфурта, тоді як P-38 могли досягти чеського кордону. З березня 1944 року нещодавно представлені P-51 могли літати до Праги та повертатися до Англії.

### Нічна війна
Бомбардувальники Королівських ВПС бомбардували Німеччину з 1940 року, але до 1942 року Королівські ВПС не мали чотиримоторних бомбардувальників, таких як Avro Lancaster, які могли б нести великі бомбові вантажі. До 1942 року їм також бракувало розвідувальних пристроїв, відповідальних за маркування цілей для ефективного бомбардування. Зі свого боку, Люфтваффе, за визнанням самого Германа Герінга, не вистачало винищувачів, придатних для нічних боїв.
Messerschmitt Bf 110, який довів свою неефективність як денний ескорт, був обраний для оборони німецького неба вночі. Маючи задовільну швидкість і дальність польоту, а також чудове озброєння, це був ідеальний винищувач бомбардувальників. У жовтні 1940 року генерал Йозеф Каммгубер був призначений «генералом нічних винищувачів». Він негайно збільшив кількість гармат із прожекторами і звукових детекторів на узбережжі Північного моря протягом зими 1940–1941 років, поки не з’явилося краще обладнання.
Каммхубер запропонував стежити за бомбардувальниками та атакувати їх, коли вони злітали на британських базах, але ця пропозиція не була прийнята Гітлером. За його словами, німці повинні були побачити, як бомбардувальники знищуються над Рейхом, і таким чином переконатися, що вони захищені. Це рішення стало полегшенням для Гарріса та Bomber Command, оскільки в 1940-1941 рр. дві третини британських втрат були спричинені цими атаками.
У відповідь Каммхубер збудував лінію Каммхубера, що складалася з гармат із прожекторами і радарів Würzburg. Ці радари дозволяли стежити за формуваннями англійських бомбардувальників і формуваннями німецьких винищувачів. У лютому 1942 року британська командос захопила один із цих радарів. Зібрана інформація спонукала англійців до розробки нової тактики. Вони відправили усі свої бомбардувальники в сектор, щоб перемогти кілька перехоплювачів, присутніх у цьому районі. Незважаючи на це, британські втрати в 1943 році залишалися дуже значними.
Бомбардувальник не мав успіху в цей період. Бомбардування Кельна в травні 1942 року, тривала битва за Рур і бомбардування Гамбурга були винятками в справжній війні на виснаження. Королівські ВПС втратили сотні бомбардувальників і були близькі до краху. Тим не менш, битва за Рур серйозно підірвала німецьке виробництво. Виробництво сталі впало на 200 000 тонн, а збройова промисловість потребувала 400 000 тонн сталі. Після подвоєння виробництва в 1942 році воно зросло лише на 20% у 1943 році. Заплановане збільшення виробництва довелося скасувати. Цей розлад викликав Zulieferungskrise або кризу субкомпонентів. Виробництво літаків для Люфтваффе раптово припинилося. З липня 1943 по березень 1944 місячне виробництво не збільшувалося.
Люфтваффе також страждало, тому що не могло дозволити собі жодних людських чи матеріальних втрат, які було б важко компенсувати. Оскільки втрати наближалися до британських, екіпажі постраждали від поганої погоди, аварій через нічні польоти та відсутності підготовки. За перші три місяці 1944 р. воно втратило 15% свого складу. Внесок Bomber Command у військові зусилля союзників залишається суперечливим. Наприкінці 1943 року німецька влада була стурбована падінням морального духу та можливим повстанням, яке могло послідувати за цим. Йозеф Геббельс, міністр пропаганди, засудив ці терористичні рейди та намагався згуртувати населення, щоб покращити його моральний стан. Альберт Шпеєр писав у своєму щоденнику, що страхи Геббельса були безпідставними. Дійсно, Королівським ВПС не вдалося зламати народний моральний дух. Однак після війни американське дослідження прийшло до висновку, що моральний дух впав. 75% німців вважали війну програною через нездатність Люфтваффе припинити бомбардування.

## Занепад і відновлення (1944)

### Денна війна

#### Реорганізація Люфтваффе
Поява ескортерів ВПС США на схід від Бремена стала неприємною несподіванкою для німецького генштабу. Першочерговим завданням стала оборона Німеччини. Генерал-оберст Візе зустрівся з Адольфом Галландом у листопаді 1943 року, щоб спробувати вирішити цю проблему. Захищати німецьке небо було доручено трьом винищувальним дивізіям. 3. Jagddivision була першою лінією захисту кордону з Францією та Бельгією. 1. Jagddivision відповідала за оборону Нідерландів і північно-західної Німеччини, 3. Jagddivision мала захищати Данію і північну Німеччину, базуючись у Гамбурзі. Місія 4. Jagddivision полягала в нагляді за районом Берліна, тоді як 5. Jagddivision захищала південь і центр країни.
Командувач 3-ї дивізії запропонував таку хронологію:
- Усі Bf 109 будуть задіяні в атаці на ескорт
- Дві групи винищувачів повинні злетіти попереду головних сил перехоплення, щоб розосередити ескорт
- Важко озброєні Fw 190 будуть спрямовані на формування бомбардувальників, коли вони втратять супровід

Візе додав ще два накази:
- Bf 110 і Ju 88 атакували б, лише якщо бомбардувальники втратили супровід, як описано вище.
- Вони уповноважені атакувати бомбардувальники, якщо вони діють поза зоною дії свого ескорту.

У цей момент було визнано важливість оборони території, і Візе був замінений більш досвідченим Гансом-Юргеном Штумпфом.
З 1944 року Люфтваффе було дозволено використовувати кольорові смуги на хвості своїх літаків для розрізнення бойових формувань.
Незважаючи на значні втрати літа, восени 1944 року Люфтваффе все ще мало в своєму складі від 15 до 25% ветеранів, досвідчених авіаторів, яких боялися авіатори союзників, які не могли конкурувати з такими професіоналами. Дійсно, незважаючи на втрати, воно поставило у дію 1350 одномоторних літаків, 3/4 з яких використовувалися для нічного винищування.
У той же час ППО було реорганізовано, і Райх захищається постами ППО. Важка або легка, ця стаціонарна ППО встановлюється поблизу заводів, автомагістралей, сортувальних станцій, залізничних депо. Вона підтримується мобільними ППО, встановленим на поїзді, який є надзвичайно ефективним. Загалом за останні 8 місяців конфлікту зенітки збили понад 1000 бомбардувальників.

#### Реорганізація ВПС США
У той же час Генрі Харлі Арнольд оголосив накази для ВПС США в Європі:
«Моє особисте послання до вас — це важливо — знищувати ворожу авіацію, де б ви її не виявили, у повітрі, на землі та на заводах. »
Генерал Ікер був звільнений від командування, а генерал-лейтенант Карл А. Спаатц отримав командування стратегічними силами європейського театру дій. Джеймс Х. Дуліттл став командувачем 8-ї повітряної армії, і 21 січня він наказав знищити німецьку винищувальну авіацію  як прелюдію до висадки в Нормандії. Для цього необхідно вести війну на виснаження проти Люфтваффе. Генерал Ікер був призначений командиром середземноморського театру дій, що діяв в Італії.

#### Великий тиждень
Дуліттл розпочав свою кампанію зі знищення Люфтваффе під час «великого тижня», 20–25 лютого 1944 р. ВПС США розпочали операцію «Аргумент», серію місій проти німецьких цілей, відому як «великий тиждень». Стратеги хотіли втягнути Люфтваффе у вирішальний бій, розпочавши масовані бомбардування німецької авіаційної промисловості. Знищивши Люфтваффе, союзники здобули б панування в повітрі і могли почати вторгнення в Європу. Денне бомбардування також забезпечувалося Bomber Command, хоча воно продовжувало свої нічні завдання. Артур Треверс Гарріс неохоче надавав бомбардувальники, оскільки це відволікало їх від тактики зонного бомбардування. Потрібен був прямий наказ від головного маршала авіації Чарльза Портала, начальника штабу ВВС Королівських ВПС, щоб змусити його співпрацювати. Fighter Command також забезпечило супровід бомбардувальників ВПС США.
Втрати були великі з обох сторін. 15-а повітряна армія, 8-а повітряна армія і Bomber Command втратили відповідно 90, 157 і 131 бомбардувальників. Люфтваффе втратило 335 літаків, 100 елітних пілотів, а його оперативні можливості знизилися на 50%. Німецьке виробництво літаків скоротилося лише незначно; незважаючи на це, війна на виснаження знищила б можливості Люфтваффе та забезпечила перевагу в повітрі союзникам.
Однією з найважливіших подій «великого тижня» стало впровадження Р-51. Він мав дальність, щоб супроводжувати бомбардувальники союзників у дорозі туди та назад завдяки додатковому підфюзеляжному (скидному) баку. Його характеристики та озброєння дозволяли йому вражати та знищувати будь-який німецький поршневий літак. Кількість цих літаків буде продовжувати збільшуватися, особливо модель P51-D, яка була поставлена в ескадрильї винищувачів з березня; на кінець 1944 року їх було тисячі, забезпечуючи перевагу в повітрі над винищувачами супротивника. Німецька винищувальна авіація був знекровлена у боях проти цих літаків і не змогла забезпечити виконання основного завдання, а саме знищення бомбардувальників.
Хоча авіаційне виробництво зазнало невеликої шкоди, зенітки були розроблені для захисту промислових об’єктів. У 1940 році для цієї місії було використано 791 гармату. Влітку 1943 року їх було 2132. Ці гармати, безсумнівно, були б більш корисними на фронті.

#### Битва за Нормандію
Люфтваффе зазнало величезного тиску протягом березня та квітня 1944 р. Втрати були нестерпними. Згідно з повідомленням Адольфа Галланда, 27 квітня 1944 року в останніх десяти операціях 500 літаків та 400 пілотів було втрачено, він додав, що з початку року загинуло 1000 пілотів. За його словами, Люфтваффе боролося один проти семи, а рівень підготовки пілотів союзників був "надзвичайно високим". Майже 25 % пілотів зникли протягом травня 1944 року. Адольф Галланд визнав, що війну на виснаження не можна виграти і наполягав на якості, а не на кількості. Галланд написав у своєму рапорті 27 травня: "Я вважаю за краще мати один Me 262, ніж п’ять BF 109. Я говорив три BF 109, але ситуація змінилася.". Після війни він прокоментував війну над Нормандією:
«Як тільки літак виходив із свого камуфльованого укриття, ворог негайно нападав на нього. Ризик бути поміченим та знищеним завжди був присутній. Зрештою, ми відійшли в ліси. До і після кожної місії літак із великими труднощами виходив і повертався в листяне укриття. Через чотирнадцять днів після вторгнення підрозділи впали настільки низько, що ні заміна обладнання, ні персоналу не була достатньою для їх виправлення»
У травні 1944 р. американські втрати почали зменшуватися, а німецькі зросли. Люфтваффе мало 50,4 % втрат своєї сили та 25 % пілотів у травні. Протягом перших п’яти місяців року було вбито 2262 пілотів. 31 грудня у нього було 2395 пілотів винищувачів (1491 повністю оперативних, частково оперативних 291, а решта не оперативні). Втрати протягом перших п’яти місяців становили майже 100 % денного флоту . Менш ніж через 36 годин після початку вторгнення понад 200 BF 109 та FW 190 були розгорнуті для підкріплення. Зіткнувшись з відсутністю спеціалізованих винищувачів-бомбардувальників, Люфтваффе було змушене оснастити свої винищувачі бомбами. Низька підготовка для цього типу місії спричинила великі втрати. Oberkommando der Luftwaffe постійно змінювало свої пріоритети і нічого не робило, щоб полегшити життя фронтових підрозділів. Після невдачі наземної атаки винищувальні підрозділи повинні були відновити перевагу в повітрі над союзниками. Німецька винищувальна авіація, однак, було набагато меншою за кількістю, а втрати, очевидно, були величезними. У період з 6 по 30 червня німці втратили 931 літак у 13 829 вильотах. Військово-повітряні сили союзників здійснили 130 000 вильотів для підтримки військ на землі. Були докладені відчайдушні зусилля для заповнення жахливих втрат, але введення ледь підготовлених курсантів могло лише погіршити ситуацію.

### Нічна війна
Гарріс і Спаатц були проти зміни місії своїх підрозділів для підтримки вторгнення в Нормандії. Зокрема, Гарріс був розлючений цією зміною. Американську пропозицію про об'єднання 8-ї та 15-ї повітряних армій під тим самим командуванням британці вважали загрозою незалежності Bomber Command. Тим не менш, якщо Bomber Command зберегло свою незалежність на оперативному рівні, Портал змусив Гарріса передати частину своєї авіації для підтримки підготовки до висадки. Ейзенхауер закликав знищити всі станції сортування та весь залізничний інвентар у окупованій Франції. У травні-червні 1944 р. авіація союзників призвела до знищення цих цілей, вбивши 12 000 цивільних. Французьке небо було досить спокійне вночі, Люфтваффе скористалося цим. У червні 1944 р. Bomber Command отримало наказ про бомбардування нафтопереробних заводів у Рурі, втрати були важкими. 11 вересня Верховне командування віддало Bomber Command Порталеві.
У перші півроку 1944 року, на відміну від ВПС США, Bomber Command довелося боротися з німецькими спробами виграти битву за технології. Bomber Command ввело металізовані стрічки, відомі німцями під назвою "дюппель", які складалися з невеликих алюмінієвих смужок, які були викинуті для запутування німецьких радарів і ускладнення визначення розташування бомбардувальників. Натомість німці представили тактику Уайльда Сау, в якій винищувачі візуально помічали бомбардувальники, не керуючись радаром. Тактика мала лише обмежений успіх. Для подальшого обмеження втрат, формування бомбардувальників летіли зигзагами, щоб уникнути перехоплення. Пізніше передатчики перешкод використовувались для насичення німецьких радарів та приваблювання німців до порожньої зони.
Німецька відповідь полягала в підвищенні ефективності радіолокаційних систем на місцях. Німецький спостережливий корпус відіграв головну роль, розгортаючи радіолокатори великої дальності Wassermann та Mamuth та централізацією даних. Вони також перехоплювали сигнали систем ідентифікації для відстеження бомбардувальників. Коли Bomber Command відрізала цю систему, німці шпигували за радіолокатором тривоги Monica, встановленим у хвості бомбардувальників та радіолокатором H2S. H2S слідкувався детектором радара Naxos, Monica слідкувалася детектором Flensburg, обидва встановлені на нічних винищувачах. Введення радіолокатора Lichtenstein повинно було зробити можливим не паразизуватися металізованими стрічками і було введено наприкінці 1943 року. Система була дуже ефективною і мала мало несправностей. Незважаючи на фальшиві рейди, які продовжували розважати німецькі підрозділи, новий радар зміг нанести від 8 % до 9 % втрат на кожному рейді.
Визволення Франції в 1944 р. дало новий імпульс бомбардуванням. Армії союзників контролювали більшу частину лінії Камхубера. Нічні винищувачі продовжували наносити постійний рівень втрат Bomber Command, приблизно 4 % у липні 1944 р. Це пояснюється збільшенням кількості винищувачів, яка збільшилася з 550 у липні 1943 до 775, через рік. Введені в 1942 році, нічні варіанти De Havilland Mosquito виявилися кращими за німецькі літаки. Коефіцієнт перемога/поразка становив 1/2. Однак, навіть якщо він збільшив втрати в межах Люфтваффе, він не міг запобігти значному рівню втрат у Bomber Command до кінця війни.

## Війна за нафту (травень-серпень 1944)

### Стратегія Спаатца
Стратеги союзників розуміли, що постачання нафти - слабка сторона німецької армії. У 1938 році німецька нафта була на дві третини імпортованою. Коли війна наближалася, німці повернулися до виробництва синтетичного бензину. IG Farben перетворювала вугілля в бензин і стала відповідальною за постачання Люфтваффе. 23 листопада 1940 року вхід Румунії та Угорщини в тристоронній пакт дозволив Німеччині дістатися до на нафтових свердловин у Плоєшті.
ВПС США зробили нафту своєю пріоритетною ціллю. Наприкінці весни 1944 р. вони мали екскортерів  здатних захищати бомбардувальники до Плоєшті. Однак стратегічні бомбардувальні місії входили в конфлікт з  місіями підтримки сухопутних військ. Спаатц і Гарріс ще раз протестували проти використання своїх ескадриль для підтримки на землі. Гарріс хотів продовжити свою політику зонного бомбардування, і Спаатц хотів атакувати нафтові родовища. Двоє вважали, що їхні операції перешкодять німецькій машині війни. Спаатц погрожував подати у відставку, якщо принаймні одна з його ескадриль не атакує нафтові цілі. Для нього тактичні бомбардування у Франції були абсурдними, оскільки залізниці були швидко відновлені. Крім того, він хотів підштовхнути Люфтваффе до боротьби, і, за його словами, це не могло статися, бомбардуючи залізниці. Ейзенхауер поступився, і Спаатц наказав 15-й повітряній армії бомбардувати нафтопереробні заводи в Румунії.

### Позиція Люфтваффе
Oberkommando der Luftwaffe довелося зіткнутися з двома серйозними проблемами. Lufflotte 3 довелося посилити за рахунок Luftflotte Reich, щоб впоратися з неминучим вторгненням у Францію і посилити захист Рейху проти вторгнень ВПС США. Messerschmitt Me 163 та Messerschmitt Me 262 щойно вступили на службу так само, як FW 190A-8/R2, який був розгорнутий у Румунії. Озброєння цієї версії FW 190 складалося з двох гармат 30 мм Rheinmetall-Borsig MK 108, що могли знищити будь-якого бомбардувальника за кілька ударів. Але це озброєння, яке зробило їх "вбивцями бомбардувальників" ще більше погіршило вже обмежену ефективність літака на висоті. Тому його довелося супроводжувати BF 109, за зразком двомоторних винищувачів, як JU-88 або ME 410.

### Бої над нафтовими полями
12 травня 1944 року ВПС США розпочали свою кампанію з знищення нафтової інфраструктури осі. 886 B-17 та B-24 вилітають з Англії до нафтопереробних заводів Моста і Шемнітца. Формування супроводжувалося 876 винищувачами. 1-й та 2-й корпуси винищувачів повинні були їх перехопити. Однак у них було лише 475 одномоторних та 40 двомоторних літаків. Бій відбувся над горами Таунус. Бомбардувальники були добре супроводжені, а втрати ВПС США зросли лише до 41 B-1753. З іншого боку, втрати Люфтваффе були важкими.
Ця перша атака стала катастрофою для Люфтваффе. Альберт Спір написав: "Ворог виявив одну із наших слабких сторін. Якщо він продовжить таким чином, більше не буде виробництва бензину, гідного цієї назви".
Люфтваффе все ще могло перемогти, коли воно боролося з формуваннями без супроводу · .
Ситуація стала катастрофічною, коли з’явилися великі формування супроводу. Перша група винищувачів втрачала 10 % своїх літаків на кожній місії, тоді як серед союзників рівень втрат становив лише 2 %  · . 28 травня друга місія ВПС США на нафтові цілі у Німеччині, яку провели 1341 бомбардувальник, втратила лише 32 бомбардувальники та 14 літаків супроводу. 1-й корпус винищувачів втратив 52 літаків та 18 пілотів. Бомбардувальники були настільки добре супроводжені, що більшість екіпажів бомбардувальників більше не бачили німецьких літаків. 18 червня відбувся найбільший рейд 8-й повітряної армії. 1965 бомбардувальників та 1111 винищувачів злетіли, щоб знищити цілі в Німеччині та Польщі. Лише 167 німецьких винищувачів були відправлені на їх перехоплення.
У червні 1944 року ВПС США почали створювати місії, в яких літаки бомбили цілі в окупованій Європі, а потім приземлялися на радянській території. Перша з цих місій відбулася 21 червня. 114 B-17 та 70 P-51 бомбардували нафтопереробний завод на південь від Берліна і продовжували свій шлях до радянських ліній. Однак американське формування супроводжував німецький літак до Полтави. Тієї ж ночі, аеродром Полтави бомбардувало Люфтваффе, знищивши 43 В-17 та 15 P-51 і підпаливши 200 000 літрів бензину. Наступними ночами німці напали на інші проміжні бази. Отже, СССР відмовилося, щоб американські винищувачі захищали бази, заявивши, що за їх захист вони несуть відповідальність. Зрозумівши, що СССР не може захистити бомбардувальники нічних рейдів, американці відмовилися від своїх планів встановити три постійні бази в Радянському союзі.
Кампанія з руйнування увінчалася успіхом. За словами Альберта Шпіра, 21 липня 98 % нафтопереробних заводів Осі вийшли з експлуатації. Щомісячне виробництво впало з 180 000 тонн у березні 1944 до 20 000 у листопаді; Запаси впали з 575 000 до 175 000 тонн.
З вересня рівень втрат союзних формувань впав на менше, ніж 1 %, тоді як рівень втрат Люфтваффе становив від 10% до 20%. Формування бомбардувальників були у 18 разів більші, ніж формування винищувачів. У вересні RLV втратив 371 літак на 307 збитих літаків союзників. Останній рейд на Плоєшті був здійснений 19 серпня 1944 р. Румунія, яка воювала на стороні Німеччини, капітулювала 23 вересня під тиском з боку Червоної армії та оголосила війну колишньому союзнику. Німці відступають в Угорщину та Югославію.

### Тренування і тактична відповідь німців
Атаки мали руйнівний вплив на винищувальні підрозділи. Для зміцнення оборони Рейху зі Східного фронту репатріювалося все більше частин. Герінг наказав тренуватися більш ретельно і швидко, щоб збільшити розмір винищувальної авіації. Льотчики бомбардувальників були перетворені на пілотів винищувачів. Навчання дійсно стало швидшим, але, очевидно, воно не могло бути більш ретельним. У 1944 році програму навчання скоротили до восьми місяців і 111 годин польоту, лише 20 з яких на справжніх бойових літаках. Це вдвічі менше, ніж у 1942 році.
Льотні школи залежали від палива. Вони вимагали від 60 до 80 тис. тонн бензину на місяць. Таким чином, вони розраховували на підготовку 1600 пілотів-винищувачів на місяць. Їхні вимоги так і не були задоволені. Лише 13 500 тонн було доставлено в липні 1944 року, 13 400 наступного місяця і 6 300 у вересні. Кандидатів було багато, але базові льотні школи були знехтувані на користь передових льотних шкіл. Приплив пілотів бомбардувальників дозволяв підтримувати чисельність на найвищому рівні, але цього було недостатньо. Восени Люфтваффе шукало тих, хто мав базовий досвід польотів, щоб пройти перші рівні льотної школи.

## "Великий удар"
З початку 1944 року Люфтваффе мріяло про «великий удар» (нім. Großer Schlag), тобто про можливість одночасного запуску кількох тисяч винищувачів проти великого нальоту американських бомбардувальників. Однак висадка в Нормандії і літній наступ Червоної Армії змусили її розосередити свої частини на фронті. Восени логістичні труднощі західних союзників і осінні дощі на Східному фронті дали деякий перепочинок. Крім того, майже повне припинення повітряних операцій і передислокація пілотів бомбардувальників дозволили зібрати необхідне паливо і живу силу. Запустивши кілька тисяч літаків одночасно, Люфтваффе розраховувало отримати чисельну перевагу над американцями, кожен великий наліт яких складався з щонайменше тисячі бомбардувальників і еквівалентної кількості ескорту. Таким чином, це могло б завдати нестерпних втрат американцям і змусити ВПС США тимчасово припинити свої бомбардування. 12 листопада німецька винищувальна авіація мала понад 3700 літаків, чисельність якої вона ніколи не досягала, з яких 3000 призначалися для «великого удару».
2 листопада на фабрику Леуна було розпочато рейд з понад тисячі бомбардувальників і 800 літаків супроводу. Намагаючись перехопити їх, Люфтваффе втратило 120 літаків за мізерної втрати американців 40 бомбардувальників і 16 збитих винищувачів. Через чотири дні це питання було порушено в штаб-квартирі Гітлера в Растенбурзі.
«Я задіяв 260 винищувачів і здобув 20 перемог», — вибухнув Гітлер. Якщо я задію 2000, я матиму лише 200 перемог. Це означає, що я жодним чином не можу розраховувати на ці машини, навіть незважаючи на те, що вони виходять із заводу із шаленою швидкістю. Вони лише пожирають працю та матеріали. »
Тому Гітлер вирішив використати свої літаки для зовсім іншої місії. Щоб відновити перевагу в повітрі під час битви в Арденах, Люфтваффе розпочало операцію «Боденплатте». Недостатньо підготовлена, ця операція була останнім подихом вмираючої німецької авіації: свого роду останньою битвою.

## Агонія (1945)

### Денна війна
Починаючи із зими 1944-1945 рр. Королівські ВПС та ВПС США перевищували Люфтваффе, незважаючи на те, що у нього ніколи не було стільки літаків. 30 листопада у нього було 7 666 літаків, у тому числі 3 040  денних винищувачів та 1338 нічних винищувачів. Більшість офіцерів Люфтваффе сподівалися, що такі проекти, як ME 163 або ME 262 можуть надати їм перевагу. Окрім цих технологічних інновацій, RLV реорганізувався в грудні 1944 року у п'ять великих підрозділів. Jagddivision 1 покривала Східну Німеччину та Берлін, JagdDivision 2 захищала узбережжя від голландського кордону до Данії, Jagddivision 3 відповідала за західну Німеччину і, зокрема, Рур, тоді як Jagddivision 7 захищала Південну Німеччину. Нарешті, Jagddivision 8 покривала Чехословаччину.
Положення Люфтваффе продовжувало погіршуватися. Однак, поки німецька територія зменшувалася, кількість зенітних гармат зростала. З листопада вони стали більш ефективними, ніж винищувальна авіація. Таким чином, під час нападу на нафтопереробний завод у Рурі 59 бомбардувальників були збиті зенітками проти 13 збитих німецькою винищувальною авіацією. Важкі гармати зменшили точність бомбардувань, вказуючи на положення формувань бомбардувальників німецьким винищувачам. Втрати досягли максимуму 26 листопада, коли RLV втратив 119 літаків та 60 пілотів проти лише 25 літаків супроводу та 6 бомбардувальників ВПС США.
Для поліпшення військової ситуації Німеччини Гітлер розпочав настул Wacht Am Rhein. Люфтваффе повинно було підтримувати просування військ на землі. Через численні напади ВПС США на німецькі цілі німецьким підрозділам довелося спочатку захищатись, перш ніж здійснювати операції з наземної атаки. 400 пілотів були втрачені між 16 та 31 грудня. 1 січня 1945 року він розпочав операцію Боденплатте у відчайдушній спробі відновити наступ Німеччини. Операція насправді дала змогу знищити сотню літаків союзників, але це було справжньою катастрофою для Люфтваффе, яке витратило своїх останніх пілотів та мізерні бензинові запаси.
Використання ME 262 або ME 163 не дозволило відновити перевагу в повітрі. Низька підготовка пілотів та відсутність бензину вже не дозволяли максимально використати ці літаки.
У той час розпочалося вторгнення в Німеччину. Повітряні бази на заході країни були швидко знищені. Місії протиповітряної оборони та напад на союзні плацдарми за межами Рейну були дуже дорогими для Люфтваффе. Перевага в повітрі союзників була загальною, і 13 та 14 квітня 1945 р. 400 німецьких літаків були знищені. Останні місії проводилися наприкінці квітня. Більшість підрозділів, що базувалися в Австрії та Чехословаччині, масово перейшли до західних союзників, щоб уникнути захоплення СССР. Опір офіційно припинився 8 травня 1945 року.

### Нічна війна
Ефективність нічної винищувальної авіації (Nachtjagdgeschwader) знизилася. У 1943 та 1944 роках це була найефективніша гілка Люфтваффе. Навіть у липні 1944 року їй вдалося здійснити переможні операції.
Вночі з 30 на 31 березня 1944 р. Нюрнберг був головною ціллю Bomber Command. Атака була проведена 572 Lancaster, 214 Halifax та 9 Mosquito, загалом 795 літаками. Німці правильно ідентифікували Нюрнберг як ціль рейду. Перші винищувачі з’явилися безпосередньо перед тим, як бомбардувальники дісталися до бельгійського кордону; і протягом наступних годин 82 бомбардувальники були збиті під час першого етапу та 13 інших під час повернення. Втрати 11,9 % були найтяжчими, яких зазнало Bomber Command. Більшість екіпажів повідомили, що бомбардували Нюрнберг, але наступні дослідження показали, що близько 120 літаків бомбардували Швайнфурт, розташований 80 км на північний захід від Нюрнберга. Ця помилка пов’язана з погодними умовами, а також труднощами навігації. Два розвідники скинули свої маркери на Швайнфурт. Більшість бомб впали за межі міста і вбили лише двох людей. Основний рейд на Нюрнберг був невдачею.
Але наступні перехоплення стали все менш ефективними. Наприклад, винищувальна авіація знищила лише 10 із 725 бомбардувальників, які атакували Дортмунд та Бремен 6 жовтня 1944 р. Це ослаблення було покладено на погані комунікації та поганий аналіз штабу.
Справжньою причиною цих обмежених успіхів є просування союзних військ у Західній Європі, які позбавили німців їх передових систем оповіщення. Крім того, операції, проведені Mosquito, які напали на німецькі літаки на зльоті чи посадці, дозволили краще захистити бомбардувальники. Це підштовхнуло німців до зменшення використання світла уздовж доріжок. Через відсутність палива навчання пілотів не могло бути настільки поглибленим, як раніше, тоді як вимоги особового складу Вермахту знижували якість особового складу на місцях. Окремі підрозділи повинні були бути розгорнуті на східному фронті, щоб боротися з нічними атаками Радянських ВПС. Однак його особовий склад зріс з 800 до 1020 між липнем та жовтнем 1944.
Наприкінці 1944 року німецька оборонна лінія простягнулася від Данії до Швейцарії, щоб запобігти британським літакам проводити операції без перехоплення. Сила Люфтваффе також зменшилася через те, що літаки повинні були патрулювати у Північному морі для виявлення формувань бомбардувальників. Незважаючи на все, нічна винищувальна авіація ніколи не нараховувала стільки літаків. Особовий склад досягнув свого піку наприкінці листопада з 1318 винищувачами і все ще представляв велику небезпеку для Bomber Command. Але як і у випадку з денною винищувальною авіацією, відсутність бензину, низька підготовка та неодноразові напади союзників серйозно зменшили його військовий потенціал.
Вночі від 3 по 4 березня 1945 р. Люфтваффе розпочало операцію Жізелла, відправивши близько 200 винищувачів, щоб переслідувати формування бомбардувальників у Великобританії. Британські захисні сили були захоплені зненацька, і німці знищили 20 бомбардувальників.

#### Інтенсифікація бомбардувань
Протягом останнього року війни тактика бомбардувань дозріла. З обороною на колінах німецька економіка повинна була зіткнутися з руйнівними бомбардуваннями. Більшість бомб, що впали на Німеччину, були в цей період: 1,18 мільйона тонн з 1,42 мільйона тонн, що впали протягом війни. Рейди були непростими, оскільки 50 000 зеніток залишилися для захисту промислових майданчиків. ВПС США могли мобілізувати 7000 бомбардувальників та літаків супроводу, а Королівські ВПС мали 1500 важких бомбардувальників, які могли транспортувати 8 тонн бомб кожен. З осені винищувачі союзників використовувались для атаки на землі, не хвилюючись німецькою авіацією. Ці напади здійснювались на німецький транспорт та в районі Руру. У грудні половина німецьких локомотивів була знищена. Втрата нафтових родовищ у Румунії в серпні 1944 року різко зменшила запаси та виробництво. Взимку 1944-1945 рр. Німеччина була поділена на ізольовані економічні регіони, що жили своїми запасами, тоді як виробництво було переміщено під землю, наприклад, у соляні шахти, і здійснювалося концентраційною робочою силою.

## Аналіз

### Крах німецького виробництва
Не було докладено жодних зусиль, щоб дозволити німецькому виробництву перенести витрати війни на виснаження. У 1941 році щомісячне виробництво становило лише 981 літак, включаючи 311 винищувач. Наступного року ця кількість була збільшена до 1296, включаючи 434 винищувачів. Це збільшення було обмежене вимогами Крієгсмарине та Вермахту. Для авіації було використано 74 % алюмінію, решта використовувалася для виготовлення гільз для артилерії. Ерхард Мілч встановив заходи щодо збереження ресурсів, включаючи переробку металу з знищених літаків. Після протистояння Мілчу щодо збільшення виробництва, Ганс Джесчоннек приєднався до нього і запропонував, що 900 винищувачів будуть необхідні щоміся. Протягом 1942 року виробництво винищувачів збільшилося на 250%.
Німецьке авіаційне виробництво досягло максимуму в 1944 році з майже 36 000 літаків, у тому числі 3800 за вересень місяць, ймовірно, на два роки пізніше. Однак ці цифри були відносними, тому що американці будували вдвічі більше літаків. Крім того, німецьке виробництво зводилося до кількох одномоторних винищувачів набагато швидших і простіших у виробництві, ніж чотирьохмоторні бомбардувальники союзників. Дисперсія виробництва через бомбардування мала катастрофічний вплив на організацію виробництва. Наприкінці війни союзники виявили сотні більш-менш готових літаків посеред лісів або в соляних шахтах. Так само стало дуже важко транспортувати ці літаки на фронт через відсутність бензину або через систематичне знищення будь-яких засобів транспорту авіаторами союзників.
Ця лавина літаків зробила так, що легше було змінити літак, ніж ремонтувати його. Як це підсумував один пілот: "Ми просто збиралися до найближчого складу, де зберігалися сотні нових Messerschmitt 109. Більше нічого не було організовано, ніде. Головний складу відповів: "У нас є літаки, візьміть ті, що хочете". Наявність бензину було набагато складнішою справою". Німеччина ніколи не володіла такою кількістю літаків, але у неї більше не було пілотів та бензину.
Так само Німеччина не змогла поновити свій повітряний парк. У період з 1940 по 1942 рік вона мала можливість вивчити нові шляхи, чого вона не зробила; у той час як з 1944 року авінаційні дизайнери почали фантазувати про всі занадто амбітні проекти, коли були необхідні перевірені рішення. Таким чином, BF 109, розроблений у 1935 році, і застарілий у 1943 році, все ще був основою німецької винищувальної авіації в 1945 році.

### Вплив бомбардування союзників
Рейди союзників часто критикували за те, що вони не припинили збільшення німецького виробництва в 1944 році. Так само німецька моральний дух ніколи не слабшав під вагою бомб. Бомбардування серйозно зменшили німецьке виробництво. Таким чином, рекорди німецького виробництва 1944 року є на третину, нижчими, ніж прогнози. Змушуючи німецьку промисловість розосереджувати свої заводи, рейди знизили ефективність та якість виробництва.
Вплив на моральний дух німців теж не був незначним. Деякі з основних німецьких міст були зруйновані на 60%. Масові бомбардування не викликали заколотів, як сподівалися стратеги міжвоєнного періоду, що було б важким у випадку диктатури, такої авторитарної, як Третій Рейх, де найменша спроба бунту каралася смертю. Однак рейди глибоко пригнічували німців. Фаталізм та апатія були очевидними в районах бомбардувань. Американський післявоєнний аналіз дійшов висновку, що для 91 % німців бомбардування були найскладнішим випробуванням в житті.
Бомбардування заважали німцям зосередитись на лініях фронту. У 1944 році 33% артилерійського виробництва та 20% снарядів були призначені для  протиповітряної боротьби. Більше двох мільйонів німців мали відношення до ППО.

### Провал підготовки
Відсутність підготовки пілотів, безсумнівно, було однією з головних причин занепаду Люфтваффе. Важкі втрати спричинили порожнечу, яку потрібно було заповнити. Тому потрібно було сформувати нових пілотів, скорочуючи тривалість навчання. Однак вони гинули навіть швидше, ніж їх попередники. Люфтваффе увійшло у порочне коло. Одним із показників цього зниження є втрати не через бої. З 1943 року нещасні випадки спричинили більше втрат, ніж літаки супротивників. Згодом втрати від нещасних випадків зменшилися. Ймовірною причиною цього зниження було те, що союзники, значно численніші, вбивали німецьких пілотів, перш ніж вони розбивалися самі.
Провал навчання був тим більше очевидним, оскільки через відсутність заміни Люфтваффе довелося тримати свої найкращі елементи на фронті. У цій же ситуації союзники відкликали своїх ветеранів, щоб відправити їх як інструкторів у пілотні школи. Лише 8 із 107 німецьких пілотів, які претендували на понад 100 перемог, приєдналися до їхніх підрозділів після середини 1942 року. Тому Люфтваффе було розділено між "елітою" пілотів та великою масою молодих новобранців, тривалість життя яких не перевищувала їх перших місій.